# Prisila
Prisila je primjena moći jednog pojedinca ili skupine na drugog pojedinca ili skupinu. Prisilu također definiramo kao nasilno ostvarivanje moći protiv volje drugog pojedinca ili skupine. 
Prisila se ne interpretira isto za aktivnog i pasivnog subjekta prisile. Aktivni subjekt prisile je sam činitelj (onaj koji provodi prisilu), a pasivni subjekt je onaj nad kojim se vrši prisila (onaj koji osjeća posljedice prisile). Za aktivnog subjekta prisile, ona je nešto dobro, a za pasivnog subjekta prisila može biti i dobro i zlo (ovisi o njegovim interesima i ciljevima).
Ovisno o vrsti razlikujemo 3 oblika prisile:
- fizička prisila
- ekonomska prisila
- duhovna prisila